# Casa Antoni de Monasterio
La casa Antoni de Monasterio és un edifici d'habitatges situat a la cantonada dels carrers del Carme i d'en Roig del Raval de Barcelona, catalogat com a bé cultural d'interès local.

## Història
El 1776, Jaume Feixes, capellà perpetu de Santa Maria del Mar, va establir la finca en emfiteusi a l'apotecari Pere Faust Tagell. Tot seguit, aquest va demanar permís per a fer-hi balcons i finestres amb gelosies, i novament el 1787 per a eixamplar dos portals i fer-hi dues obertures. Casat amb Rosa Novell i Llorell, filla del notari Francesc Novell i Casadevall i de Josepa Llorell, l'hereu Agustí Fagell i Novell va morir sense descendència i la finca va passar a mans de la seva germana Francesca, casada amb Antoni Feu. El matrimoni va tenir una única filla, Margarida, casada amb Francisco de Monasterio y Vivanco, oficial de la liquidació de l'Exèrcit i del Principat de Catalunya, que el 1830, en representació de la seva sogra, va demanar permís per a eixamplar-hi una finestra.
El 1850, l'hereu Antoni de Monasterio i Feu, advocat, va demanar permís per a reconstruir la casa, segons el projecte de l'arquitecte Oleguer Vilageliu i Castells. Per tal de finançar les obres, ell i la seva mare van vendre a Joaquim Serra i Franch el cens que gravava la seva propietat als carrers d'Avinyó, d'en Carabassa i d'en Serra per 18.750 lliures.

## Descripció
Consta de planta baixa, principal i tres pisos més. Als baixos, amb un parament d'imitació de carreus, s'hi obren cinc obertures rectangulars, de les quals les dels cantons són comerços i la central és l'entrada principal. S'ha accentuat la importància de la mateixa amb la presència de decoració, que en les altres és nul·la, a excepció de dues mènsules disposades tan sols en el parell de portes dels extrems; aquestes, però, resulten força vistoses per contenir relleus de volutes i fulles i un petit cap de lleó al seu extrem inferior. Al centre, on es disposa l'entrada, sí que es poden apreciar relleus disposats al llarg de la llinda, consistent en un oval envoltat per cornucòpies que, alhora, estan flanquejats per dues mènsules, també amb motius foliacis.
La façana, de marcada verticalitat, està estructurada per un conjunt de cinc finestres i balcons disposats alternativament, cadascun amb la seva barana de ferro forjat. El que destaca especialment són uns plafons marmoris amb ornamentació de terracota situats sobre unes pilastres de molt poc gruix. El repertori iconogràfic, que es repeteix a tots els plafons del mateix pis, és veritablement curiós i sembla inspirat en el Barroc. Pel que fa a la planta principal, trobem un conjunt amb un floró central que és envoltat, a dalt i a baix, per unes composicions amb volutes, motius vegetals i caps antropomorfs masculins barbats i amb banyes que, segurament, representen a faunes. Altres elements de terracota que són presents al llarg de tota la franja corresponent al pis principal són mènsules sustentant els balcons superiors, unides entre elles per un fris floral. Els següents plafons, situats al llarg dels pisos primer i segon, són de majors dimensions i s'hi pot apreciar un cartell amb decoració floral central, envoltat per pergamins enrotllats; més motius vegetals, volutes i petxines complementen l'exuberant conjunt. Sobre els balcons hi ha permòdols que emmarquen una ornamentació central que no forma cap fris. Així es repeteix també en el pis segon. En canvi, al tercer i últim pis, la decoració disminueix i ja no es troba una continuació dels plafons de terracota, sinó que han estat substituïts per uns plafons marmoris rectangulars en tons rosats. La llinda dels balcons és completament llisa. El coronament té una cornisa, que descansa als exterms sobre grups de tres permòdols, entremig dels quals hi ha petites decoracions de terracota.
Segons García Fortes, aquesta ornamentació constitueix un paradigma que es repeteix a d'altres edificis, com ara la casa Francesc Piña (Rambla, 105) i la casa Pere Villoch (plaça del Duc de Medinaceli, 7).